# Eleccions legislatives georgianes de 1992
Les eleccions legislatives georgianes de 1992 foren dutes a terme l'11 d'octubre de 1992 per a renovar els 150 membres del Parlament de Geòrgia. Foren les primeres eleccions des de la independència de Geòrgia el 1991 i estigueren marcades per la revolta popular contra el president de Geòrgia Zviad Gamsakhúrdia i la seva fugida a Geòrgia Occidental, on durant uns mesos organitzà un govern titella, així com les revoltes a Abkhàzia i Ossètia del Sud. Aquestes eleccions suposaren la victòria del partit dirigit per Eduard Xevardnadze. La participació fou del 80,45% (2.537.319 votants) 

## Resultats
Resum dels resultats de les eleccions al Parlament de Geòrgia (Sakartvelos Parlamenti) d'11 d'octubre de 1992
| Bloc Pau (Bloki Mshvidoba)                                                                                 | 29  |
| Bloc 11 d'Octubre                                                                                          | 18  |
| Bloc Unitat (Bloki Ertoba)                                                                                 | 14  |
| Partit Nacional Democràtic (Erovnuli Demkratiuli Partia, ეროვნულ-დემოკრატიული პარტია)                      | 12  |
| Partit Verd de Geòrgia (Sakartvelos Mtsvaneta Partia)                                                      | 11  |
| Partit Democràtic (Demikratiuli Partia)                                                                    | 10  |
| Carta 91                                                                                                   | 9   |
| Unió de Tradicionalistes Georgians (Kartvel Traditsionalistta Kavshiri , ქართველ ტრადიციონალისტთა კავშირი) | 7   |
| Societat Ilia Xavxavadze                                                                                   | 7   |
| Societat Pangeorgiana Merab Kostava                                                                        | 5   |
| Partit de la Independència Nacional Georgiana                                                              | 4   |
| Partit Socialista dels Treballadors de Geòrgia                                                             | 4   |
| Unió de Reformistes de Geòrgia-Concòrdia Nacional (Sakartvelos Reformatorta Kavshiri-Erovnuli Tankhmoba)   | 4   |
| Altres | 16  |
| Total | 150 |
| Font: IPU.org                                                                                              |     |